# Theodore Roosevelt
Theodore Roosevelt (New York City, 27. listopada 1858. – Oyster Bay, New York, 6. siječnja 1919.), američki političar i predsjednik.
Kao republikanac 1898. godine izabran je za guvernera države New York, a 1901. godine za potpredsjednika SAD-a. Kad je predsjednik McKinley iste godine ubijen, prema Ustavu postaje predsjednik. Proveo je plan za gradnju Panamskog kanala. Posreduje među zaraćenim stranama u Rusko-japanskom ratu, što mu je donijelo Nobelovu nagradu za mir 1906. godine. Monroevu doktrinu je široko interpretirao u smjeru hegemonije SAD-a nad oba američka kontinenta. Protiv takve politike javio se otpor u državama Južne Amerike. U unutarnjoj politici borio se protiv trustova i haračanje prirodnih bogatstava zemlje. Od republikanskih disidenata osnovao je novu Progresivnu partiju, ali je kod kandidature za predsjednika SAD-a 1912. godine propao.

## Životopis

### Rani život i obrazovanje
Theodore Roosevelt se rodio kao Theodore Roosevelt Jr., u uglednoj njujorškoj aristokratskoj porodici nizozemskog porijekla. Otac Theodore Roosevelt Sr. mu se bavio trgovinom i filantropskim radom, a majka Marta Bulloch je bila kći južnjačkog plantažera i robovlasnika.
Roosevelt je u djetinjstvu bolovao od astme, ali se smatrao hiperaktivnim djetetom. Razvio je strast prema zoologiji, a kasnije i naučio vještinu taksodermije. Otac ga je potakao da se počne baviti sportom, uključujući boks, koji mu je dobro došao u susretima sa školskim nasilnicima. 
Theodore Roosevelt u mladosti nije išao u škole, nego su ga kod kuće podučavali privatni tutori. Godine 1880. je dobio diplomu Harvardskog koledža, gdje se za vrijeme školovanja bio istakao kao jedan od najnadarenijih studenata, ali i kao vrstan boksač. Nakon diplome se upisao na pravni fakultet Univerziteta Columbia u New Yorku, ali je ubrzo shvatio da pravo nije za njega, te je prekinuo studije. Umjesto toga se posvetio pisanju knjige The Naval War of 1812 (Pomorski rat iz 1812.), koja se smatra jednim od najboljih radova na temu anglo-američkog rata.

### Politička karijera
Roosevelt je 1881. godine započeo političku karijeru kada je kao član Republikanske stranke izabran u Državnu skupštinu New Yorka. Godine 1884. je na republikanskoj konvenciji podržavao reformsku frakciju nasuprot Nepokolebljivih na čelu s Jamesom G. Blaineom.
Iste je godine Roosevelt doživio težak udarac kada su mu na isti dan umrli majka i prva supruga Alice. Ostavivši kći Alice kod starije sestre, podnio je ostavku na mjesto u skupštini, napustio New York i došao u Badlands, u teritoriji Dakota kako bi započeo novi život kao rančer. 
U Dakoti je Roosevelt naučio jahati i pucati te je te vještine iskoristio kada je postao zamjenik lokalnog šerifa. Jednom je prilikom uspješno uhvatio trojicu kriminalaca. Ipak, njegov boravak u Dakoti je daleko važniji zbog toga što je iz prve ruke imao prilike saznati cijeli niz vrijednih podataka o Divljem zapadu, čiju će povijest opisati u svom kapitalnom djelu Winning of the West. Tada je također razvio ljubav prema netaknutoj prirodi, što će ga učiniti jednim od gorljivih zagovornika konzervacionizma. 
Godine 1886. Roosevelt se vratio u New York te oženio Edith Kermit Carrow, svoju simpatiju iz djetinjstva. Medeni mjesec su proveli u Europi, što je Roosevelt iskoristio kako bi se popeo na vrh Mont Blanca, postavši treći planinar kojemu je to uspjelo.
Roosevelt je za vrijeme izbora 1888. godine podržavao republikanskog kandidata i budućeg predsjednika Benjamina Harrisona. Harrison ga je sljedeće godine imenovao u Komisiju za javnu službu, gdje se Roosevelt istakao kao gorljivi reformator i suprotstavljao imenovanjima po političkoj podobnosti. Rooseveltov ugled je tako narastao, da ga je na tom položaju ostavio i demokratski predsjednik Grover Cleveland nakon izbora 1892. godine. 
Godine 1895. Roosevelt je prihvatio ponudu da postane predsjednik odbora policijskih načelnika New Yorka. I tamo je pokazao veliki reformatorski žar - inzistirao je da policajci vježbaju gađanje revolverom i fizičku kondiciju te uveo telefone u svaku policijsku stanicu. Također je po prvi put omogućio zapošljavanje ženama i Židovima. 
Nakon što je 1896. za predsjednika izabran William McKinley, Rooseveltov dobar prijatelj Henry Cabot Lodge je ishodio da Roosevelt postane zamjenik sekretara za mornaricu. Tamo je Roosevelt stekao priliku da u praksi provede svoj stav da su SAD prisiljene sagraditi snažnu ratnu mornaricu kao jedini način da zaštite svoje ekonomske interese i nacionalnu sigurnost od sve agresivnijih europskih sila koje su se rapidno širile po Aziji i Africi u to vrijeme. Roosevelt je stekao reputaciju kao gorljivi imperijalist, te još gorljiviji zagovornik rata sa Španjolskom, čiju je kontrolu nad Kubom držao nespojivom s Monroevom doktrinom.
Kada je godine 1898. rat sa Španjolskom uistinu započeo, Roosevelt je, vjeran svom avanturističkom duhu, podnio ostavku kako bi organizirao dobrovoljačku pukovniju, kasnije nazvanu Pakleni jahači (Rough Riders), te osobno sudjelovao u borbama na Kubi. U bitci kod brda San Juan, Roosevelt je osobno vodio juriš koji će Amerikancima donijeti pobjedu. Za iskazanu hrabrost je predložen za Medalju časti (koju iz administrativnih i političkih razloga nije dobio za života), te je stekao status nacionalnog heroja.
Zahvaljujući toj reputaciji, Roosevelt je iste godine glatko izabran za guvernera New Yorka. Njegova popularnost i reformatorski žar nisu se nimalo svidjeli stranačkoj mašineriji, koja je pronašla domišljat način kako da ga se riješi. Godine 1900. Roosevelt je na republikanskoj konvenciji izabran za potpredsjedničkog kandidata. Iako je Roosevelt to nevoljko prihvatio, zdušno je vodio kampanju u korist predsjednika McKinleyja.
Nezadovoljan uglavnom ceremonijalnim statusom potpredsjednika, Roosevelt je razmišljao o napuštanju politike nakon mandata. Međutim, McKinleyjevo ubojstvo u rujnu 1901. ga je po Ustavu učinilo novim predsjednikom, dotada najmlađim u američkoj povijesti.

### Predsjedništvo
Roosevelt se po stupanju na dužnost obavezao nastaviti s politikom svog prethodnika. To se najjasnije odrazilo u sferi vanjske politike, gdje je nastavljeno s radikalnim imperijalističkim kursom. Godine 1903. Roosevelt je poslao marince u tadašnju kolumbijsku provinciju Panamu, kako bi tamo ishodili njenu nezavisnost i stvorili uvjete da se pod američkom kontrolm sagradi Panamski kanal. Roosevelt je takvu politiku uobličio u tzv. Doktrinu velike palice, po kojoj su SAD imale pravo služiti kao policajac u zapadnoj hemisferi te intervenirati u unutrašnje poslove latinoameričkih država.
Međutim, na unutrašnjem planu, Roosevelt je s vremenom počeo skretati od McKinleyjeve politike. Roosevelt je smatrao kako SAD, po uzoru na mlade i agresivne imperijalističke države u Europi, moraju biti u stanju regulirati vlastitu ekonomiju, odnosno odbaciti dotadašnju dogmu o slobodnom tržištu. Time je Roosevelt postao jednim od prvih zagovornika državnog intervencionizma u SAD, odnosno prvi koji je te stavove primjenjivao u praksi. Prvi takav slučaj je njegova intervencija kojom je uspješno završen veliki štrajk ugljenara 1902. godine.
Republikanski establishment je na ovakve heretičke stavove nastojao reagirati lansiranjem Marka Hanne kao predsjedničkog kandidata za izbore 1904. godine. Međutim, Hanna je umro prije konvencije, te je Roosevelt lako osvojio nominaciju. Protiv njega demokratski kandidat Alton B. Parker nije imao velike šanse. Status ratnog heroja, izvrsno stanje ekonomije, reforme popularne među nižim i srednjim slojevima, te vješto korištenje novih medija kao što je film omogućile su Rooseveltu jednu od najuvjerljivijih pobjeda u povijesti američkih predsjedničkih izbora.
Roosevelt je taj rezultat shvatio kao mandat za nastavak svoje politike. Američka ratna mornarica je tako dobila cijeli niz novih i modernih brodova, koje je svijetu demonstrirala na velikom putovanju tzv. Velike bijele flote godine 1907. Roosevelt je također uzeo još aktivnije učešće u međunarodnoj politici, pa je njegovim posredovanjem okončan rusko-japanski rat. Za to dostignuće je Roosevelt godine 1906. dobio Nobelovu nagradu za mir.
Na unutrašnjem planu je Roosevelt nastavio svoju djelatnost na razbijanju trustova, pogotovo željezničkih kompanija koje su tada imale snažana utjecaj na američku politiku i javni život. Također je razbio monopol Standard Oila, a doneseni su i zakoni kojom je ustanovljena kontrola kvalitete prehrambenih proizvoda. Roosevelt se također pobrinuo da veliki dijelovi teritorija na zapadu SAD postanu nacionalni parkovi.
Godine 1908. Roosevelt je odlučio napustiti Bijelu kuću, držeći kako njegov ministar rata William Howard Taft dijeli ideologiju koju je tada nazivao progresivnom. Taft je iste godine glatko izabran za predsjednika, a Roosevelt je otišao u Afriku na veliki safari, tokom koje je ubijeno na desetine tisuća životinja, a trofeji kasnije isporučeni vodećim američkim muzejima.

### Nakon predsjedništva
U to vrijeme se pokazalo kako između Roosevelta i Tafta ipak postoje značajne ideološke razlike. Taft je, iako u duši progresivac, smatrao kako se radikalne reforme mogu sprovoditi preko sudske, a ne izvršne vlasti. Također mu je nedostajala Rooseveltova karizma. Zbog svega toga je Roosevelt godine 1912. godine pokušao Taftu oduzeti predsjedniku nominaciju na republikanskoj konvenciji. Međutim, tom prilikom nije uspio stvoriti savez s još jednim važnim progresivcem - Robertom La Foletteom - omogućivši tako konzervativnoj stranačkoj mašineriji da kao kandidata ipak istakne Tafta. 
Bijesni Roosevelt je na to odlučio formirati vlastitu, progresivnu stranku poznatu kao Bull Moose te s njome izaći na izbore. 25. listopada 1912. - nekoliko dana prije izbora - ga je u atentatu ranio mentalno bolesni barmen John Shrank. To Roosevelta nije spriječilo da nastavi kampanju, te je uspio osvojiti više glasova od Tafta. Na žalost, za razliku od republikanaca, demokrati su bili ujedinjeni oko Woodrowa Wilsona koji je izabran za predsjednika.
Nakon toga je Roosevelt zajedno sa sinom Kermitom otišao na veliku istraživačku ekspediciju u Brazil. Tom prilikom je u džungli otkrivena rijeka zvana Rio Roosevelt. Međutim, Roosevelt je tom prilikom teško obolio od malarije, čije posljedice će ga mučiti do kraja života.
Povratak Roosevelta u javni život je potaknut izbijanjem prvog svjetskog rata. SAD su proglasile neutralnost, ali je Roosevelt, usprkos germanofilije u mladosti, bio zgrožen brutalnom njemačkim napadom i okupacijom neutralne Belgije, kao i neograničenim podmorničkim ratom, koga je držao podrivanjem temelja moderne civilizacije. Zbog toga se zalagao za što skori ulazak SAD u rat na strani Antante, a godine 1916. se iz tih razloga vratio Republikanskoj stranci i podržavao njenog ratobornog kandidata Charlesa Evansa Hughesa.
Kada su SAD konačno objavile rat Njemačkoj, Roosevelt je pokušao formirati dobrovoljačku diviziju, ali ga je predsjednik Wilson u tome spriječio. Roosevelt je zbog toga postao jedan od najžešćih Wilsonovih kritičara, čemu mnogi pripisuju dobre republikanske rezultate na kongresnim izborima 1918. godine, kao i propast Wilsonovog plana u ulasku SAD u poslijeratnu Ligu naroda. 
Za Roosevelta se držalo kako će biti najizgledniji republikanski kandidat na predsjedničkim izborima 1920. godine, ali su posljedice ranjavanja i malarije, kao i tuga za sinom Quentinom poginulim u ratu, kobno načeli Rooseveltovo zdravlje. Umro je u snu od koronarnog embolizma u dobi od 60 godina.
Zahvaljujući velikom talentu za korištenje masovnih medija, kao što su štampa i film, Roosevelt se nametnuo ne samo kao veliki državnik, nego i danas uživa titulu jedne od najvećih nacionalnih ikona Amerike. Svoju važnost duguje i vizionarskoj politici i uspješnom nastojanju da funkciju predsjednika SAD konačno izvuče iz sjene američke zakonodavne vlasti. Njegov san o SAD kao velikoj svjetskoj sili će, međutim, konačno ostvariti tek njegov nećak Franklin Delano Roosevelt.